# Crypsicrocis
Crypsicrocis là một chi bướm đêm thuộc họ Geometridae.